# Francis Wilford
Francis Wilford (Hanover, Alemania; 1761 – Benarés, India; 4 de septiembre de 1822) fue capitán y desde 1781 oficial en las Indias Orientales. En 1804 descubrió el engaño de que un pandit le había hecho víctima, causándole una grave alteración de su salud.

## Biografía
Francis Wilford nació en 1761 en Hanover. En 1781 fue enviado como teniente de las tropas británicas a la India. Allí adquirió conocimientos de sánscrito, fue uno de los primeros miembros de la Sociedad Asiática de Calcuta, y desde 1787 hasta 1822 contribuyó a los estudios asiáticos con un número elaborado e inmensamente poco factible donde recogía artículos sobre la mitología y otros aspectos.
Falleció el 4 de septiembre de 1822.

## Obra
Recopiló con mero trabajo grandes manuscritos sobre acontecimientos históricos de fuentes indígenas, reuniendo a varios brahmanes para que investigaran sobre los acontecimientos ocurridos sobre Adán y Eva, el Diluvio Universal, etc. Para complacer a Wilford, los brahmanes escribieron fábulas, a las que Wilford escribió varias disertaciones sobre ellas, hasta que reconoció la inutilidad en sus esfuerzos, ya que entre los problemas encontrados, los reyes no vivían en la época correcta, como por ejemplo ocurrió con personajes como Wikramâditya, Kalidasa, Mahoma o Salomón.